# Sumbiarhólmur

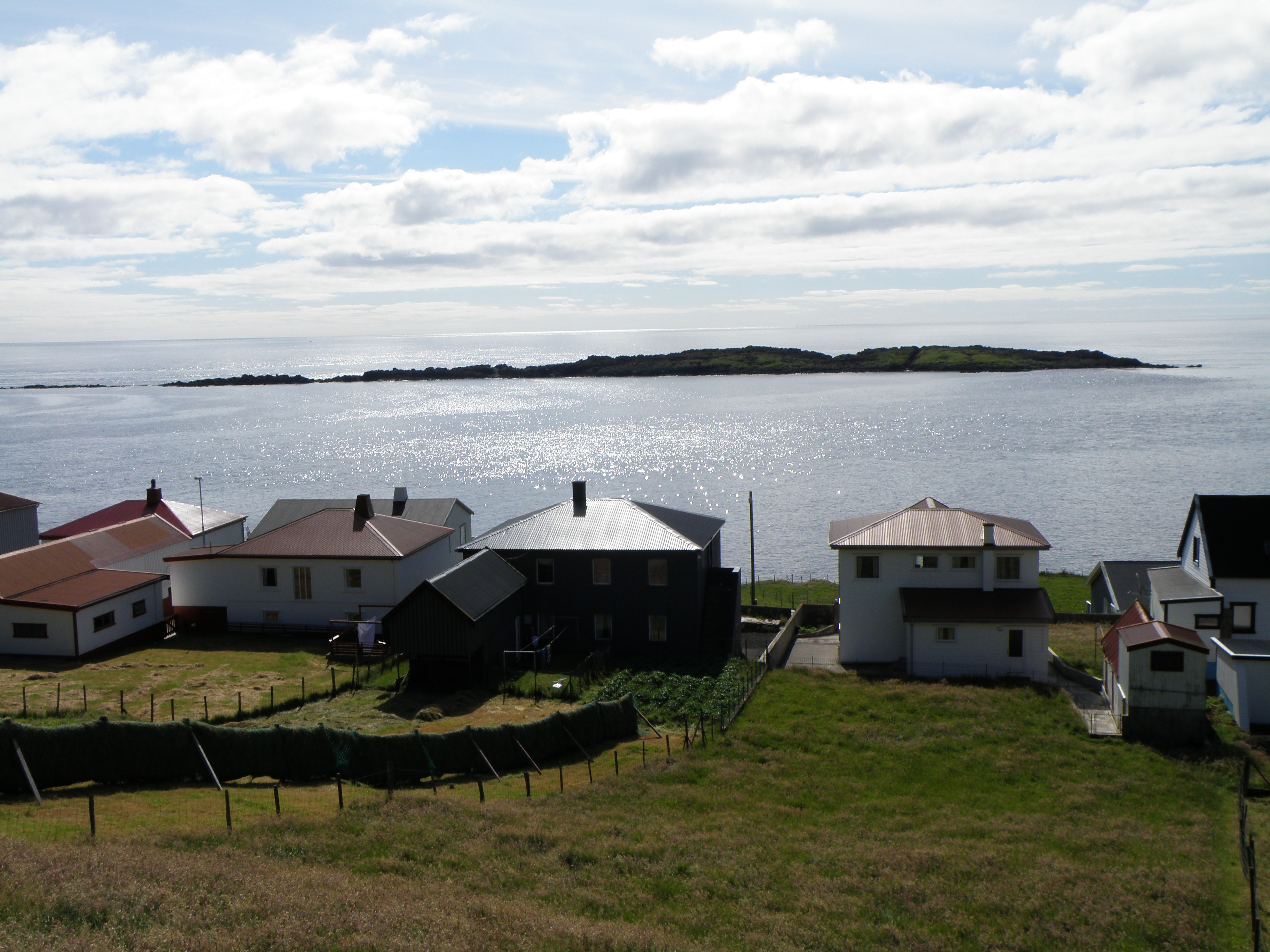
Sumbiarhólmur, veduta da Sumba.

Sumbiarhólmur è un isolotto appartenente all'arcipelago delle Isole Faroer, situato di fronte al villaggio di Sumba, il più meridionale degli insediamenti nell'isola di Suðuroy. 
Sumbiarhólmur è la sesta isola delle isole Faroer come estensione. La sua superficie è di 7 ettari. 
L'oceano Atlantico è frequentemente burrascoso a Sumbiarhólmur e attorno al vicino gruppo di rocce denominato Flesjarnar, appena più a sud. 
Per questo motivo, nella zona sono frequenti gli incidenti occorsi a imbarcazioni.

## Allevamento a Sumbiarhólmur
Durante il periodo estivo, diversi allevatori sono soliti portare capi di montone sull'isola.
La data del trasferimento degli animali dipende dalle condizioni atmosferiche.
Ad esempio, nel 2008 i montoni sono stati trasferiti a Sumbiarhólmur il 15 luglio e riportati a Sumba il 22 settembre.
In quell'anno gli animali vennero pesati prima e dopo il soggiorno a Sumbiarhólmur: tutti aumentarono il loro peso da 10 a 13 kg.
Normalmente vengono lasciati 8 montoni sull'isolotto, ma nel 2007 e nel 2008 solo 7 animali furono soggetti al trasferimento con buoni risultati: l'aumento di peso fu addirittura maggiore rispetto agli anni precedenti.